# Ettersburg

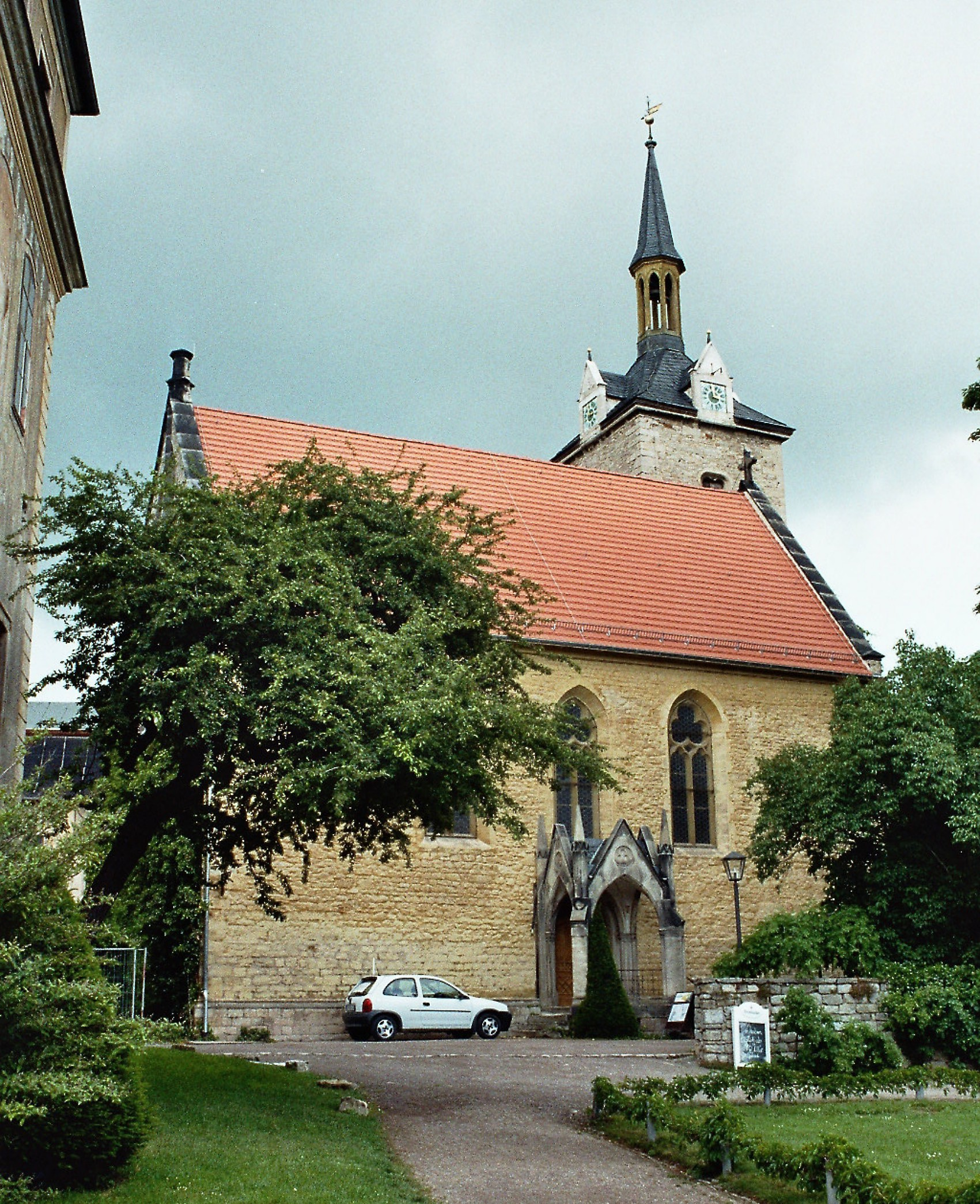
Église St. Justinus d'Ettersburg.

Ettersburg est une municipalité allemande du land de Thuringe, dans l'arrondissement du Pays-de-Weimar, au centre de l'Allemagne.